# Município de Vance (condado de Lenoir, Carolina do Norte)
Localização da Carolina do Norte nos E.U.A.
O município de Vance (em inglês: Vance Township) é um localização localizado no  condado de Lenoir no estado estadounidense da Carolina do Norte. No ano 2010 tinha uma população de 3.545 habitantes.

## Geografia
O município de Vance encontra-se localizado nas coordenadas 35° 19′ 38,59″ N, 77° 40′ 52,91″ O.